# Villeneuve-la-Comptal
 Villeneuve-la-Comptal  es una población y comuna francesa, en la región de Languedoc-Rosellón, departamento de Aude, en el distrito de Carcasona y cantón de Castelnaudary-Sud.

## Demografía
| 323 | 345 | 603 | 903 | 1053 | 1025 |
| Para los censos de 1962 a 1999 la población legal corresponde a la población sin duplicidades (Fuente: INSEE [Consultar]) |     |     |     |      |      |